# Morva egyháztartomány

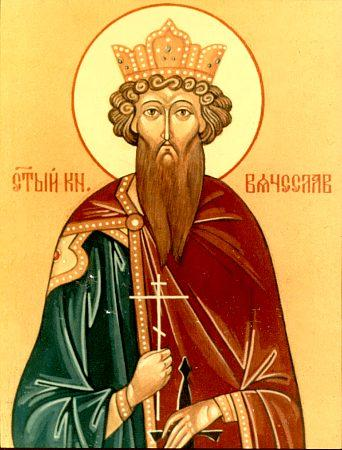
Szent Vencel

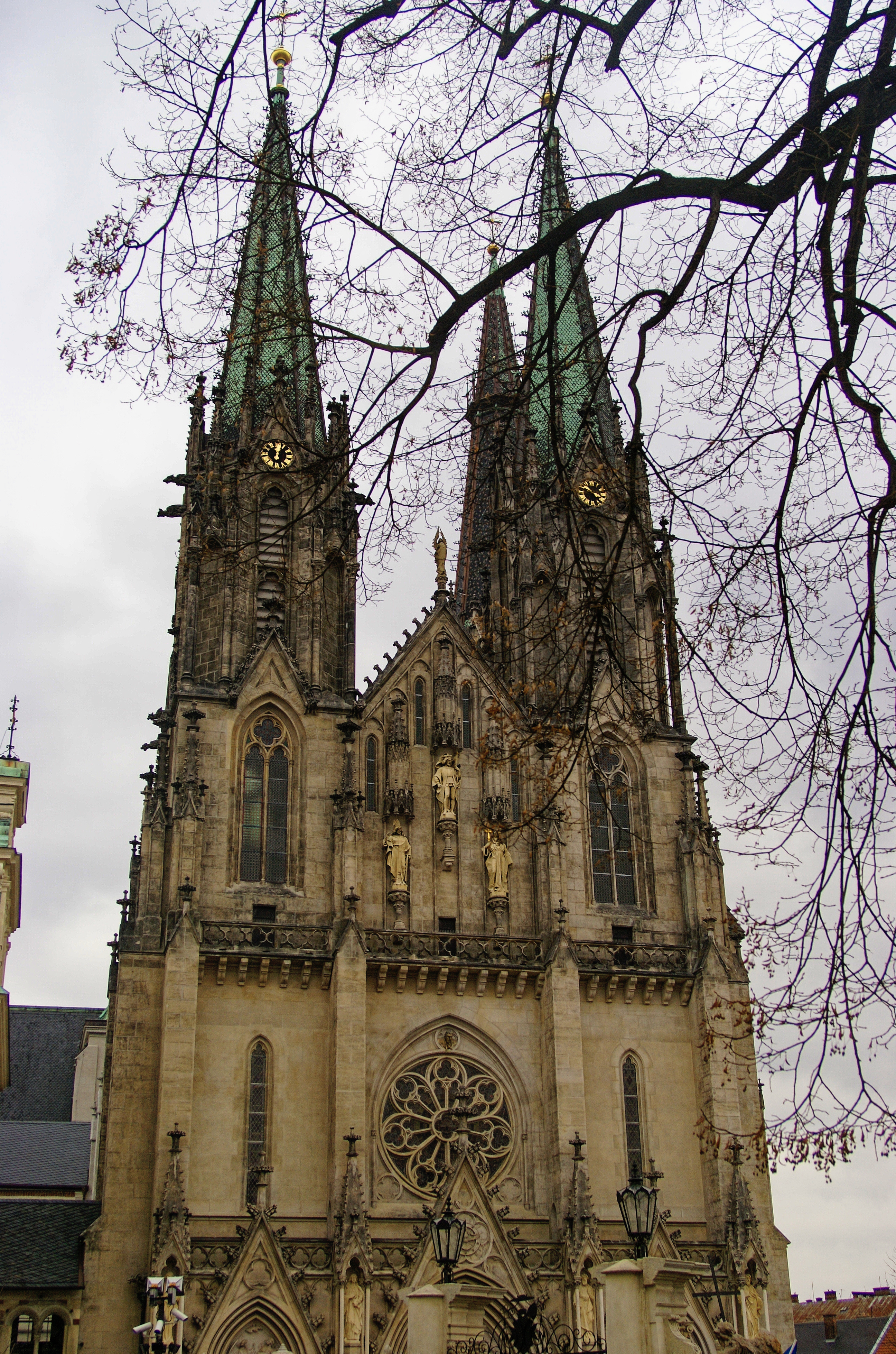
A Szent Vencel székesegyház

A morva egyháztartomány a katolikus egyház két csehországi egyháztartományának egyike — a másik a cseh egyháztartomány.
A nyilvántartás szerint a több mint tízmillió lakosú országban 2 740 780 római és 7645 görög katolikus él.
A morva egyháztartomány részei:
- az Olomouci főegyházmegye (érsekség),
- a Brnói egyházmegye és a
- az Ostrava–Opavai egyházmegye.

## Olomouci főegyházmegye
Az Olomouci püspökséget 898-ban alakították meg a Prágai főegyházmegye részeként.  1063-ban leválasztották arról, majd önálló főegyházmegyévé szervezték. Ennek 14. érseke az 1992. szeptember 28-án kinevezett és 1992. november 7-én beiktatott Jan Graubner.
Patrónusa Szent Vencel.
Területe 10 088 km² a lakosok száma 1 376 000, ebből római katolikus 570 ezer.
Főtemploma a Szent Vencel-székesegyház a város történelmi központjában. A 437 plébánián 352 lelkipásztor dolgozik, közülük 120 szerzetes. Összesen 1153 templomot és kápolnát kezelnek.

## Brnói (Brünni) egyházmegye

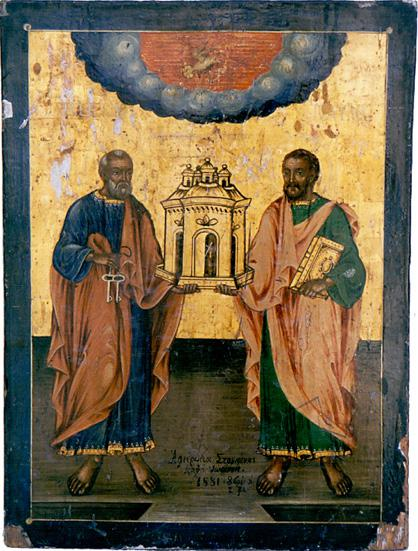
Szent Péter és Pál

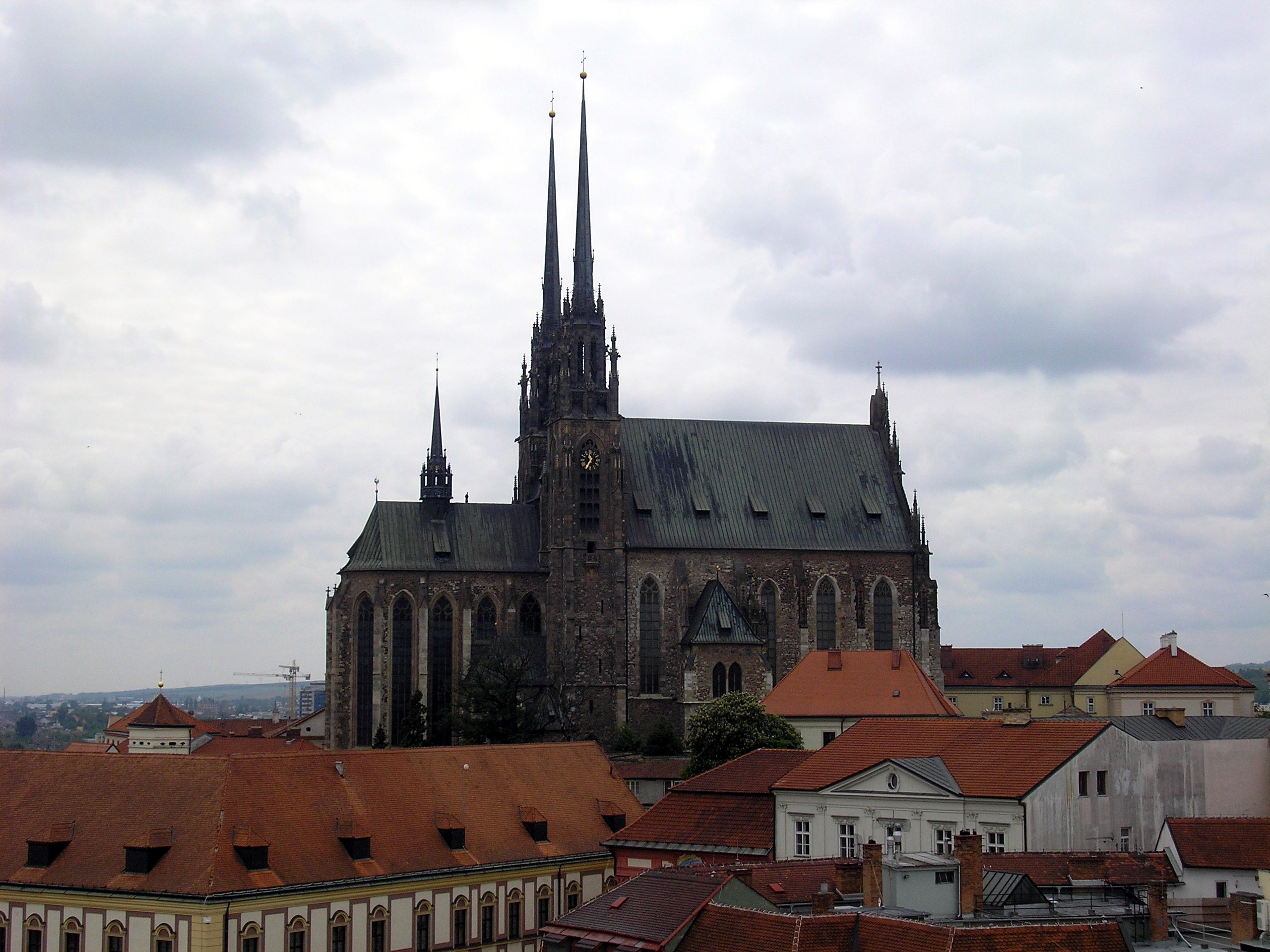
A Szent Péter és Pál-katedrális

A Brnói egyházmegye patrónusai:
- Szent Péter és
- Pál apostol.

Területe: 10 597 km². Lakosainak száma: 1 354 000, közülük 533 ezer katolikus. A 453 plébánián 367 pap dolgozik, közülük 104 szerzetes; ők összesen 1153 templomot és kápolnát üzemeltetnek.
Főtemploma a Szent Péter és Pál-katedrális.

## Ostrava–Opavai egyházmegye

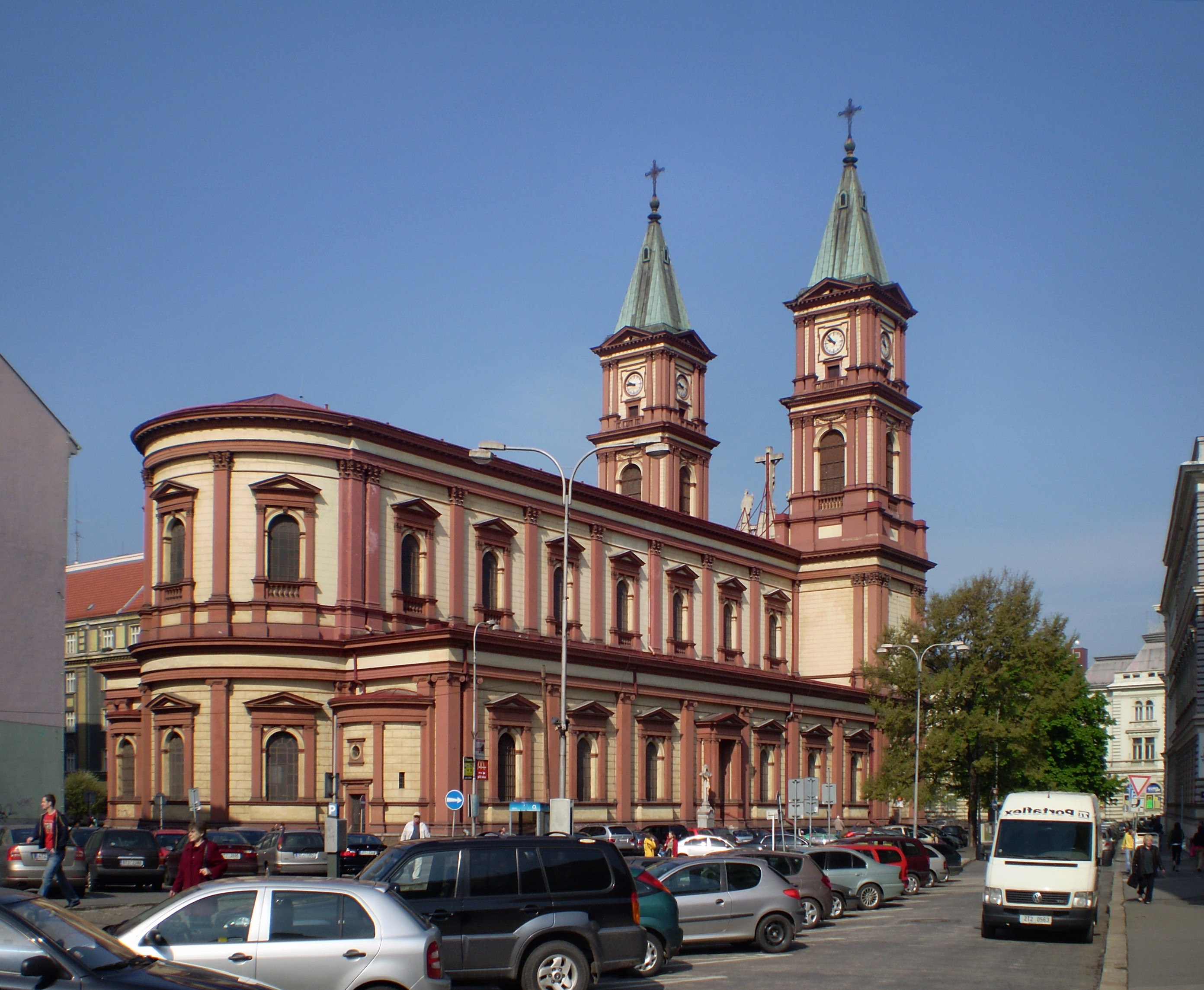
Az Isteni Megváltó székesegyháza Ostravában

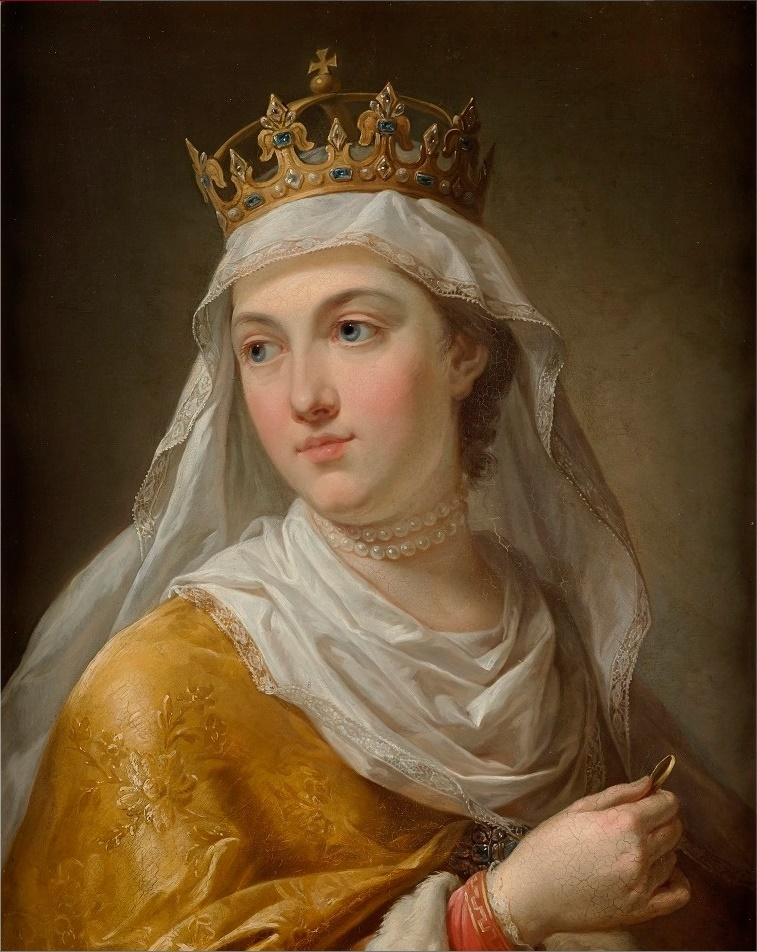
Sziléziai Szent Hedvig

Az Ostrava–opavai egyházmegye patrónusa Sziléziai Szent Hedvig.
Területe: 9640 km², ahol 1 315 000 ember él és közülük 420 ezer katolikus. A 273 plébániát 207 pap szolgálja ki, közülük 53 szerzetes. Ők összesen 580 templomot és kápolnát működtetnek.
Főtemploma az Isteni Megváltó székesegyháza Ostravában.